# Sergio Santín
Sergio Rodolfo Santín Spinelli (Salto, 6 de agosto de 1956) é um ex-futebolista uruguaio, que atuava como meia.

## Carreira
Nascido no bairro de Ceibal, da cidade uruguaia de Salto, atuou pelo Yacuy e o Universitário, onde chegou à Seleção de sua cidade.
Aos 18 anos, se profissionalizou no Danubio. Foi vice-campeão nacional em 1978 e no mesmo ano chegou à Seleção Uruguaia.
Após duas temporadas, se transferiu ao América de Cali. Pelo clube, foi Campeão Colombiano em 1981 e 1983.
Sergio Santín fez parte do elenco da Seleção Uruguaia da Copa do Mundo de 1986.
No segundo semestre de 1986, foi emprestado ao Santos pelo América de Cali até o final do Campeonato Brasileiro por 25 mil dólares.
Voltou ao América e no ano seguinte foi vice-campeão da Libertadores da América.